# Randall Flagg
Randall Flagg, även kallad R.F., The Man in Black, The Walkin' Dude, The Ageless Stranger och The Dark Man, är en fiktiv rollfigur i åtskilliga litterära verk av den amerikanska författaren Stephen King. Flagg förekom första gången i romanen Pestens tid från 1978 - en roll som spelades av Jamey Sheridan i en miniserie från 1994. Flagg har också förekommit i andra verk, bland annat i serien om Det mörka tornet (vars första del, Revolvermannen skrevs mellan 1978 och 1982) samt i romanerna Drakens ögon och Hjärtan i Atlantis.
Flagg är ondskan personifierad, men enligt Stephen King även mycket karismatisk, skrattar ofta och är omtyckt av både kvinnor och män - ett koncept som är mycket tydligt i Pestens tid där han ofta verkar kamratlig och trevlig. King säger dock att Flagg representerar personer som David Koresh, Adolf Hitler och Jim Jones och att de litterärt är en och samma person.
Mycket lite detaljer om Flaggs bakgrund finns beskrivna. King har bara vidrört ämnet genom att antyda att Flagg inte själv minns annat än att han plötsligt "existerade", samt att han har minnen från ett liv som soldat i amerikanska marinkåren, att han varit medlem i Ku Klux Klan, som soldat i Viet Cong och att han på något sätt var inblandad i kidnappningen av Patty Hearst.
I den kommande miniserien Pestens tid kommer Randall Flagg att spelas av den svenska skådespelaren Alexander Skarsgård och i den kommande TV-serien Det mörka tornet spelas samma karaktär av den finska skådespelaren Jasper Pääkkönen.